# Campeonato Mundial de Tiro
O Campeonato Mundial de Tiro é organizado pela Federação Internacional de Esportes de Tiro e é realizado desde 1897, após o sucesso da modalidade nos Jogos Olímpicos de Atenas. A competição acontece atualmente a cada quatro anos. Existem ainda campeonatos à parte para tiro ao prato e com alvos móveis.

## Edições
O Campeonato Mundial de Tiro foi realizado todos os anos de 1897 a 1931, com exceção dos anos de 1915 a 1920 (devido à Primeira Guerra Mundial) e 1926. Entre 1933 e 1949, a realização passou a ser bienal, embora as competições de 1941 a 1945 tenham sido canceladas (devido à Segunda Guerra Mundial). A programação atual, com grandes campeonatos mundiais apenas a cada quatro anos, foi adaptada em 1954.
Originalmente, o rifle a 300 metros (em várias posições) era a única disciplina do programa, apesar de muitos outros eventos terem sido incluídos nas Olimpíadas. Em 1900, a pistola a 50 metros foi adicionada. Este programa estava em uso até 1929, a única mudança foi a adição de um rifle do exército a 300 metros, com o uso obrigatório da arma do país anfitrião, em 1911. Os campeonatos de 1929 em Estocolmo viram a adição da maioria dos eventos restantes das Olimpíadas. programa: veado correndo a 100 metros, rifle a 50 metros pronado e trap olímpico. A pistola de fogo rápido a 25 metros teve que esperar até 1933.
Imediatamente após a Segunda Guerra Mundial, um rifle padrão a 300 metros (com regras mais estritas que um rifle a 300 metros, mas menos que o rifle do exército a 300 metros) foi adicionado, juntamente com uma pistola de fogo central a 25 metros e o Skeet. Também houve brevemente uma competição combinada de rifle a 50 e 100 m. Eventos femininos específicos começaram a ser adicionados lentamente a partir de 1958, embora as mulheres tivessem sido previamente permitidas a competir ao lado dos homens. O último evento de rifle do exército a 300 metros e veado correndo a 100 metros remanescentes foram descartados em 1966, este último a favor do alvo móvel a 50 metros. O rifle padrão a 50 metros também foi adicionado para homens e mulheres, mas logo caiu para os homens devido à semelhança com o rifle a 50 metros. O Campeonato Mundial de 1970 em Phoenix adicionou eventos de pistola de ar, pistola padrão a 25 metros e competição mista de alvo móvel. O alvo móvel a 10 metros foi adicionado em 1981.
Para as competições de 1994 em Milão, foram feitas várias mudanças profundas. Primeiro: foram adicionadas competições juniores (como os campeonatos seniores, são realizadas apenas a cada quatro anos); eles já haviam sido testados nos campeonatos especiais de espingarda e pistola a ar; Segundo: não havia mais medalhas concedidas em posições únicas nas partidas de 300 e 50 metros (exceto na posição pronado, que tem sua própria partida); Terceiro: o trap duplo havia sido introduzido cinco anos antes em Montecatini Terme e agora chegava aos grandes campeonatos. Com apenas pequenas adições, o programa de 1994 está em uso até hoje.
Já foram realizadas 50 edições do Mundial.

### Antes da I Guerra Mundial (1897 to 1914)
| Núm. | Ano  | Sede             | Eventos individuais | Eventos individuais | Eventos individuais | Eventos individuais | Eventos individuais | Eventos por equipe | Eventos por equipe | Eventos por equipe | Eventos por equipe | Eventos por equipe | Total | Maior medalhista |
| Núm. | Ano  | Sede             | Carabina            | Pistola             | PR                  | AM                  | Total               | Carabina           | Pistola            | PR                 | AM                 | Total              | Total | Maior medalhista |
| ---- | ---- | ---------------- | ------------------- | ------------------- | ------------------- | ------------------- | ------------------- | ------------------ | ------------------ | ------------------ | ------------------ | ------------------ | ----- | ---------------- |
| 1    | 1897 | Lyon             | 4                   |                     |                     |                     | 4                   | 1                  |                    |                    |                    | 1                  | 5     | Suíça            |
| 2    | 1898 | Turin            | 4                   |                     |                     |                     | 4                   | 1                  |                    |                    |                    | 1                  | 5     | França           |
| 3    | 1899 | Loosduinen       | 4                   |                     |                     |                     | 4                   | 1                  |                    |                    |                    | 1                  | 5     | Suíça            |
| 4    | 1900 | Paris            | 4                   | 1                   |                     |                     | 5                   | 1                  | 1                  |                    |                    | 2                  | 7     | Suíça            |
| 5    | 1901 | Lucerne          | 4                   | 1                   |                     |                     | 5                   | 1                  | 1                  |                    |                    | 2                  | 7     | Suíça            |
| 6    | 1902 | Rome             | 4                   | 1                   |                     |                     | 5                   | 1                  | 1                  |                    |                    | 2                  | 7     | Suíça            |
| 7    | 1903 | Buenos Aires     | 4                   | 1                   |                     |                     | 5                   | 1                  | 1                  |                    |                    | 2                  | 7     | Suíça            |
| 8    | 1904 | Lyon (2)         | 4                   | 1                   |                     |                     | 5                   | 1                  | 1                  |                    |                    | 2                  | 7     | Suíça            |
| 9    | 1905 | Brussels         | 4                   | 1                   |                     |                     | 5                   | 1                  | 1                  |                    |                    | 2                  | 7     | Bélgica          |
| 10   | 1906 | Milan            | 4                   | 1                   |                     |                     | 5                   | 1                  | 1                  |                    |                    | 2                  | 7     | França           |
| 11   | 1907 | Zürich           | 4                   | 1                   |                     |                     | 5                   | 1                  | 1                  |                    |                    | 2                  | 7     | Suíça            |
| 12   | 1908 | Viena            | 4                   | 1                   |                     |                     | 5                   | 1                  | 1                  |                    |                    | 2                  | 7     | Itália           |
| 13   | 1909 | Hamburg          | 4                   | 1                   |                     |                     | 5                   | 1                  | 1                  |                    |                    | 2                  | 7     | Suíça            |
| 14   | 1910 | Loosduinen (2)   | 4                   | 1                   |                     |                     | 5                   | 1                  | 1                  |                    |                    | 2                  | 7     | Suíça            |
| 15   | 1911 | Rome (2)         | 8                   | 1                   |                     |                     | 9                   | 1                  | 1                  |                    |                    | 2                  | 11    | Suíça            |
| 16   | 1912 | Bayonne-Biarritz | 8                   | 1                   |                     |                     | 9                   | 1                  | 1                  |                    |                    | 2                  | 11    | Suíça            |
| 17   | 1913 | Camp Perry       | 8                   | 1                   |                     |                     | 9                   | 1                  | 1                  |                    |                    | 2                  | 11    | Suíça            |
| 18   | 1914 | Viborg           | 8                   | 1                   |                     |                     | 9                   | 1                  | 1                  |                    |                    | 2                  | 11    | França           |

### Período entre guerras (1921 a 1939)
| Núm. | Ano  | Sede           | Eventos individuais | Eventos individuais | Eventos individuais | Eventos individuais | Eventos individuais | Eventos por equipe | Eventos por equipe | Eventos por equipe | Eventos por equipe | Eventos por equipe | Total | Maior medalhista |
| Núm. | Ano  | Sede           | Carabina            | Pistola             | PR                  | AM                  | Total               | Carabina           | Pistola            | PR                 | AM                 | Total              | Total | Maior medalhista |
| ---- | ---- | -------------- | ------------------- | ------------------- | ------------------- | ------------------- | ------------------- | ------------------ | ------------------ | ------------------ | ------------------ | ------------------ | ----- | ---------------- |
| 19   | 1921 | Lyon (3)       | 8                   | 1                   |                     |                     | 9                   | 1                  | 1                  |                    |                    | 2                  | 11    | Estados Unidos   |
| 20   | 1922 | Milão (2)      | 8                   | 1                   |                     |                     | 9                   | 1                  | 1                  |                    |                    | 2                  | 11    | Suíça            |
| 21   | 1923 | Camp Perry (2) | 8                   | 1                   |                     |                     | 9                   | 1                  | 1                  |                    |                    | 2                  | 11    | Estados Unidos   |
| 22   | 1924 | Reims          | 8                   | 1                   |                     |                     | 9                   | 1                  | 1                  |                    |                    | 2                  | 11    | Estados Unidos   |
| 23   | 1925 | St. Gallen     | 8                   | 1                   |                     |                     | 9                   | 1                  | 1                  |                    |                    | 2                  | 11    | Suíça            |
| 24   | 1927 | Roma (3)       | 8                   | 1                   |                     |                     | 9                   | 1                  | 1                  |                    |                    | 2                  | 11    | Suíça            |
| 25   | 1928 | Loosduinen (3) | 8                   | 1                   |                     |                     | 9                   | 1                  | 1                  |                    |                    | 2                  | 11    | Suíça            |
| 26   | 1929 | Estocolmo      | 9                   | 1                   | 1                   | 2                   | 13                  | 3                  | 1                  | 1                  | 2                  | 7                  | 20    | Suíça            |
| 27   | 1930 | Antuérpia      | 11                  | 1                   |                     |                     | 13                  | 4                  | 1                  |                    |                    | 5                  | 18    | Estados Unidos   |
| 27   | 1930 | Roma (4)       |                     |                     | 1                   |                     | 13                  |                    |                    |                    |                    | 5                  | 18    | Estados Unidos   |
| 28   | 1931 | Lviv           | 12                  | 1                   | 1                   | 2                   | 16                  | 4                  | 1                  | 1                  | 2                  | 8                  | 24    | Suíça            |
| 29   | 1933 | Granada        | 11                  | 2                   |                     |                     | 14                  | 4                  | 1                  |                    |                    | 6                  | 20    | Suécia           |
| 29   | 1933 | Viena (2)      |                     |                     | 1                   |                     | 14                  |                    |                    | 1                  |                    | 6                  | 20    | Suécia           |
| 30   | 1935 | Roma (5)       | 11                  | 2                   |                     |                     | 14                  | 5                  | 1                  |                    |                    | 7                  | 21    | Finlândia        |
| 30   | 1935 | Bruxelas (2)   |                     |                     | 1                   |                     | 14                  |                    |                    | 1                  |                    | 7                  | 21    | Finlândia        |
| 31   | 1937 | Helsinque      | 12                  | 2                   | 1                   | 2                   | 17                  | 11                 | 2                  | 1                  |                    | 14                 | 31    | Finlândia        |
| 32   | 1939 | Lucerna (2)    | 13                  | 2                   |                     |                     | 16                  | 5                  | 2                  |                    |                    | 8                  | 24    | Alemanha         |
| 32   | 1939 | Berlim         |                     |                     | 1                   |                     | 16                  |                    |                    | 1                  |                    | 8                  | 24    | Alemanha         |

### Após a II Guerra Mundial
| Núm. | Ano  | Sede                       | Eventos masculinos | Eventos masculinos | Eventos masculinos | Eventos masculinos | Eventos masculinos | Eventos femininos | Eventos femininos | Eventos femininos | Eventos femininos | Eventos femininos | Eventos juvenis | Eventos juvenis | Eventos juvenis | Eventos juvenis | Eventos juvenis | Eventos por equipes | Eventos por equipes | Eventos por equipes | Eventos por equipes | Eventos por equipes | Total | Maior medalhista |
| Núm. | Ano  | Sede                       | Ca                 | Pi                 | PR                 | AM                 | Σ                  | Ca                | Pi                | PR                | AM                | Σ                 | Ca              | Pi              | PR              | AM              | Σ               | Ca                  | Pi                  | PR                  | AM                  | Σ                   | Total | Maior medalhista |
| ---- | ---- | -------------------------- | ------------------ | ------------------ | ------------------ | ------------------ | ------------------ | ----------------- | ----------------- | ----------------- | ----------------- | ----------------- | --------------- | --------------- | --------------- | --------------- | --------------- | ------------------- | ------------------- | ------------------- | ------------------- | ------------------- | ----- | ---------------- |
| 33   | 1947 | Estocolmo (2)              | 10                 | 3                  | 2                  | 2                  | 17                 |                   |                   |                   |                   |                   |                 |                 |                 |                 |                 | 7                   | 3                   | 1                   |                     | 11                  | 28    | Suécia           |
| 34   | 1949 | Buenos Aires (2)           | 11                 | 3                  | 1                  | 3                  | 18                 |                   |                   |                   |                   |                   |                 |                 |                 |                 |                 | 5                   | 3                   | 1                   | 1                   | 10                  | 28    | Finlândia        |
| 35   | 1952 | Oslo                       | 10                 | 3                  | 2                  | 2                  | 17                 |                   |                   |                   |                   |                   |                 |                 |                 |                 |                 | 7                   | 3                   | 1                   | 2                   | 13                  | 30    | Estados Unidos   |
| 36   | 1954 | Caracas                    | 10                 | 3                  | 2                  | 2                  | 17                 |                   |                   |                   |                   |                   |                 |                 |                 |                 |                 | 7                   | 3                   | 1                   | 2                   | 13                  | 30    | União Soviética  |
| 37   | 1958 | Moscou                     | 11                 | 3                  | 2                  | 2                  | 18                 | 2                 |                   |                   |                   | 2                 | 1               |                 |                 |                 | 1               | 10                  | 3                   | 2                   | 2                   | 17                  | 38    | União Soviética  |
| 38   | 1962 | Cairo                      | 10                 | 3                  | 2                  | 2                  | 17                 | 2                 | 2                 | 2                 |                   | 6                 |                 |                 |                 |                 |                 | 6                   | 3                   | 2                   | 2                   | 13                  | 36    | União Soviética  |
| 39   | 1966 | Wiesbaden                  | 10                 | 3                  | 2                  | 1                  | 16                 | 2                 | 1                 | 2                 |                   | 5                 |                 |                 |                 |                 |                 | 8                   | 3                   | 2                   | 1                   | 14                  | 35    | Estados Unidos   |
| 40   | 1970 | Phoenix                    | 12                 | 5                  | 2                  | 2                  | 21                 | 3                 | 3                 | 2                 |                   | 8                 |                 |                 |                 |                 |                 | 14                  | 8                   | 2                   | 2                   | 26                  | 55    | União Soviética  |
| 41   | 1974 | Berna-Thun                 | 11                 | 5                  | 2                  | 2                  | 20                 | 3                 | 2                 | 2                 |                   | 7                 |                 |                 |                 |                 |                 | 14                  | 6                   | 2                   | 2                   | 24                  | 51    | União Soviética  |
| 42   | 1978 | Seul                       | 10                 | 5                  | 2                  | 2                  | 19                 | 3                 | 2                 | 2                 |                   | 7                 |                 |                 |                 |                 |                 | 13                  | 7                   | 4                   | 2                   | 26                  | 52    | Estados Unidos   |
| 43   | 1982 | Caracas (2)                | 10                 | 5                  | 2                  | 3                  | 20                 | 3                 | 2                 | 2                 |                   | 7                 |                 |                 |                 |                 |                 | 13                  | 7                   | 4                   | 3                   | 27                  | 54    | União Soviética  |
| 44   | 1986 | Suhl                       | 5                  | 5                  | 2                  | 3                  | 21                 | 3                 | 2                 | 2                 |                   | 7                 |                 |                 |                 |                 |                 | 8                   | 7                   | 4                   | 3                   | 28                  | 56    | União Soviética  |
| 44   | 1986 | Skövde                     | 6                  |                    |                    |                    | 21                 |                   |                   |                   |                   | 7                 |                 |                 |                 |                 | 6               |                     |                     |                     |                     | 28                  | 56    | União Soviética  |
| 45   | 1990 | Moscou (2)                 | 10                 | 5                  | 3                  | 3                  | 21                 | 3                 | 2                 | 3                 |                   | 8                 |                 |                 |                 |                 |                 | 13                  | 7                   | 6                   | 3                   | 29                  | 58    | União Soviética  |
| 46   | 1994 | Milão-Tolmezzo-Fagnano (2) | 6                  | 5                  | 3                  | 4                  | 18                 | 3                 | 2                 | 3                 | 1                 | 9                 | 6               | 7               | 3               | 5               | 21              | 15                  | 14                  | 6                   | 8                   | 43                  | 91    | Estados Unidos   |
| 47   | 1998 | Barcelona-Zaragoza         | 6                  | 5                  | 3                  | 2                  | 16                 | 3                 | 2                 | 3                 | 1                 | 9                 | 6               | 7               | 3               | 3               | 19              | 15                  | 14                  | 6                   | 6                   | 41                  | 85    | China            |
| 48   | 2002 | Lahti                      | 6                  | 5                  | 3                  | 4                  | 18                 | 5                 | 2                 | 3                 | 2                 | 12                | 6               | 7               | 6               | 6               | 25              | 17                  | 14                  | 10                  | 12                  | 53                  | 108   | Rússia           |
| 49   | 2006 | Zagreb                     | 6                  | 5                  | 3                  | 4                  | 18                 | 5                 | 2                 | 3                 | 2                 | 12                | 6               | 7               | 5               | 6               | 24              | 17                  | 14                  | 8                   | 12                  | 51                  | 105   | China            |
| 50   | 2010 | Munique                    | 6                  | 5                  | 3                  | 4                  | 18                 | 5                 | 2                 | 3                 | 2                 | 12                | 6               | 7               | 5               | 6               | 24              | 17                  | 14                  | 10                  | 12                  | 53                  | 107   | China            |
| 51   | 2014 | Granada                    | 6                  | 5                  | 3                  | 4                  | 18                 | 5                 | 2                 | 2                 | 2                 | 11                | 6               | 7               | 5               | 6               | 24              | 17                  | 14                  | 10                  | 8                   | 49                  | 102   | China            |
| 52   | 2018 | Changwon                   | 6                  | 5                  | 3                  | 4                  | 18                 | 5                 | 2                 | 2                 | 2                 | 11                | 6               | 7               | 4               | 4               | 21              | 19                  | 16                  | 6                   | 11                  | 52                  | 102   | China            |
| 53   | 2022 | Londres                    |                    |                    |                    |                    |                    |                   |                   |                   |                   |                   |                 |                 |                 |                 |                 |                     |                     |                     |                     |                     |       |                  |

### Escopeta
| Número | Ano   | Local                 | Eventos masculinos | Eventos masculinos | Eventos masculinos | Eventos femininos | Eventos femininos | Eventos femininos | Eventos juniores | Eventos juniores | Eventos juniores | Eventos por equipe | Eventos por equipe | Eventos por equipe | Total | Vencedor da contagem de medalhas |
| Número | Ano   | Local                 | SG                 | RT                 | Σ                  | SG                | RT                | Σ                 | SG               | RT               | Σ                | SG                 | RT                 | Σ                  | Total | Vencedor da contagem de medalhas |
| ------ | ----- | --------------------- | ------------------ | ------------------ | ------------------ | ----------------- | ----------------- | ----------------- | ---------------- | ---------------- | ---------------- | ------------------ | ------------------ | ------------------ | ----- | -------------------------------- |
| 1      | 1934  | Budapest              | 1                  |                    | 1                  |                   |                   |                   |                  |                  |                  | 1                  |                    | 1                  | 2     | Hungria                          |
| 2      | 1936  | Berlin                | 1                  |                    | 1                  |                   |                   |                   |                  |                  |                  | 1                  |                    | 1                  | 2     | Hungria                          |
| 3      | 1938  | Luhačovice            | 1                  |                    | 1                  |                   |                   |                   |                  |                  |                  | 1                  |                    | 1                  | 2     | Hungria                          |
| 4      | 1950  | Madrid                | 2                  |                    | 2                  |                   |                   |                   |                  |                  |                  |                    |                    |                    | 2     | Itália                           |
| 5      | 1959  | Cairo                 | 2                  |                    | 2                  |                   |                   |                   |                  |                  |                  | 1                  |                    | 1                  | 3     | Itália and União Soviética       |
| 6      | 1961* | Oslo                  | 2                  | 2                  | 4                  |                   |                   |                   |                  |                  |                  |                    | 2                  | 2                  | 6     | Estados Unidos                   |
| 7      | 1965  | Santiago de Chile     | 2                  |                    | 2                  |                   |                   |                   |                  |                  |                  |                    |                    |                    | 2     | Chile                            |
| 8      | 1967* | Bologna               | 2                  | 1                  | 3                  | 2                 |                   | 2                 |                  |                  |                  | 2                  | 1                  | 3                  | 8     | União Soviética                  |
| 9      | 1969  | \|San Sebastián       | 2                  |                    | 2                  | 2                 |                   | 2                 |                  |                  |                  | 2                  |                    | 2                  | 6     | Itália                           |
| 10     | 1971  | Bologna (2)           | 2                  |                    | 2                  | 2                 |                   | 2                 |                  |                  |                  | 2                  |                    | 2                  | 6     | União Soviética                  |
| 11     | 1973* | Melbourne             | 2                  | 2                  | 4                  |                   |                   |                   |                  |                  |                  | 2                  | 2                  | 4                  | 8     | União Soviética                  |
| 12     | 1975* | Munich                | 2                  | 1                  | 3                  | 2                 |                   | 2                 |                  |                  |                  | 4                  | 1                  | 5                  | 10    | União Soviética                  |
| 13     | 1977  | Antibes               | 2                  |                    | 2                  | 2                 |                   | 2                 |                  |                  |                  | 4                  |                    | 4                  | 8     | Itália                           |
| 14     | 1979  | Montecatini Terme     | 2                  |                    | 2                  | 2                 |                   | 2                 |                  |                  |                  | 4                  |                    | 4                  | 8     | União Soviética                  |
| 15     | 1981  | Tucumán               | 2                  |                    | 2                  | 2                 |                   | 2                 |                  |                  |                  | 4                  |                    | 4                  | 8     | União Soviética                  |
| 16     | 1983* | Edmonton              | 2                  | 3                  | 5                  | 2                 |                   | 2                 |                  |                  |                  | 4                  | 3                  | 7                  | 14    | União Soviética                  |
| 17     | 1985  | Montecatini Terme (2) | 2                  |                    | 2                  | 2                 |                   | 2                 |                  |                  |                  | 4                  |                    | 4                  | 8     | China                            |
| 18     | 1987  | Valencia              | 2                  |                    | 2                  | 2                 |                   | 2                 |                  |                  |                  | 2                  |                    | 2                  | 6     | China                            |
| 19     | 1989  | Montecatini Terme (3) | 3                  |                    | 3                  | 3                 |                   | 3                 | 3                |                  | 3                | 7                  |                    | 7                  | 16    | Itália                           |
| 20     | 1991  | Perth                 | 3                  |                    | 3                  | 3                 |                   | 3                 | 3                |                  | 3                | 9                  |                    | 9                  | 18    | Estados Unidos                   |
| 21     | 1993  | Barcelona             | 3                  |                    | 3                  | 2                 |                   | 2                 | 3                |                  | 3                | 8                  |                    | 8                  | 16    | Itália                           |
| 22     | 1995  | Nicosia               | 3                  |                    | 3                  | 3                 |                   | 3                 | 3                |                  | 3                | 9                  |                    | 9                  | 18    | Itália                           |
| 23     | 1997  | Lima                  | 3                  |                    | 3                  | 3                 |                   | 3                 | 3                |                  | 3                | 8                  |                    | 8                  | 17    | Itália                           |
| 24     | 1999  | Tampere               | 3                  |                    | 3                  | 3                 |                   | 3                 | 5                |                  | 5                | 9                  |                    | 9                  | 20    | Itália                           |
| 25     | 2001  | Cairo (2)             | 3                  |                    | 3                  | 3                 |                   | 3                 | 6                |                  | 6                | 9                  |                    | 9                  | 21    | Estados Unidos                   |
| 26     | 2003  | Nicosia (2)           | 3                  |                    | 3                  | 3                 |                   | 3                 | 6                |                  | 6                | 11                 |                    | 11                 | 23    | Estados Unidos                   |
| 27     | 2005  | Lonato                | 3                  |                    | 3                  | 3                 |                   | 3                 | 5                |                  | 5                | 8                  |                    | 8                  | 19    | Itália                           |
| 28     | 2007  | Nicosia (3)           | 3                  |                    | 3                  | 2                 |                   | 2                 | 5                |                  | 5                | 9                  |                    | 9                  | 19    | Itália                           |
| 29     | 2009  | Maribor               | 3                  |                    | 3                  | 2                 |                   | 2                 | 5                |                  | 5                | 10                 |                    | 10                 | 20    | Itália                           |
| 30     | 2011  | Belgrade              | 3                  |                    | 3                  | 2                 |                   | 2                 | 5                |                  | 5                | 10                 |                    | 10                 | 20    | Rússia                           |
| 31     | 2013  | Lima (2)              | 3                  |                    | 3                  | 2                 |                   | 2                 | 5                |                  | 5                | 10                 |                    | 10                 | 20    | Itália                           |
| 32     | 2015  | Lonato (2)            | 3                  |                    | 3                  | 2                 |                   | 2                 | 5                |                  | 5                | 10                 |                    | 10                 | 20    | Itália                           |
| 33     | 2017  | Moscow                | 3                  |                    | 3                  | 2                 |                   | 2                 | 5                |                  | 5                | 10                 |                    | 10                 | 20    | Itália                           |
| 34     | 2019  | Lonato (3)            | 3                  |                    | 3                  | 2                 |                   | 2                 | 4                |                  | 4                | 12                 |                    | 12                 | 21    | Itália                           |

- escopeta e alvo móvel simultaneamente

### Alvo móvel
| Número | Ano   | Local                           | Eventos masculinos | Eventos masculinos | Eventos masculinos | Evento femininos | Evento femininos | Evento femininos | Eventos Juniores | Eventos Juniores | Eventos Juniores | Eventos por equipe | Eventos por equipe | Eventos por equipe | Total | Vencedor da contagem de medalhas |
| Número | Ano   | Local                           | SG                 | RT                 | Σ                  | SG               | RT               | Σ                | SG               | RT               | Σ                | SG                 | RT                 | Σ                  | Total | Vencedor da contagem de medalhas |
| ------ | ----- | ------------------------------- | ------------------ | ------------------ | ------------------ | ---------------- | ---------------- | ---------------- | ---------------- | ---------------- | ---------------- | ------------------ | ------------------ | ------------------ | ----- | -------------------------------- |
| 1      | 1961* | Oslo                            | 2                  | 2                  | 4                  |                  |                  |                  |                  |                  |                  |                    | 2                  | 2                  | 6     | Estados Unidos                   |
| 2      | 1967* | Bologna                         | 2                  | 1                  | 3                  | 2                |                  | 2                |                  |                  |                  | 2                  | 1                  | 3                  | 8     | União Soviética                  |
| 3      | 1969  | Sandviken                       |                    | 1                  | 1                  |                  |                  |                  |                  |                  |                  |                    | 1                  | 1                  | 2     | União Soviética                  |
| 4      | 1973* | Melbourne                       | 2                  | 2                  | 4                  |                  |                  |                  |                  |                  |                  | 2                  | 2                  | 4                  | 8     | União Soviética                  |
| 5      | 1975* | Munich                          | 2                  | 1                  | 3                  | 2                |                  | 2                |                  |                  |                  | 4                  | 1                  | 5                  | 10    | União Soviética                  |
| 6      | 1979  | Linz                            |                    | 2                  | 2                  |                  |                  |                  |                  |                  |                  |                    | 2                  | 2                  | 4     | União Soviética                  |
| 7      | 1981  | Mala (Tucumán and Buenos Aires) |                    | 2                  | 2                  |                  |                  |                  |                  |                  |                  |                    | 2                  | 2                  | 4     | União Soviética                  |
| 8      | 1983* | Edmonton                        | 2                  | 3                  | 5                  | 2                |                  | 2                |                  |                  |                  | 4                  | 3                  | 7                  | 14    | União Soviética                  |
| 9      | 2008  | Plzeň                           |                    | 4                  | 4                  |                  | 2                | 2                |                  | 6                | 6                |                    | 10                 | 10                 | 22    | Rússia                           |
| 10     | 2009  | Heinola                         |                    |                    |                    |                  |                  |                  |                  |                  |                  |                    |                    |                    | 20    | Rússia                           |
| 11     | 2012  | Stockholm                       |                    |                    |                    |                  |                  |                  |                  |                  |                  |                    |                    |                    | 24    | Finlândia                        |
| 12     | 2016  | Suhl                            |                    |                    |                    |                  |                  |                  |                  |                  |                  |                    |                    |                    | 24    | Ucrânia                          |

- escopeta e alvo móvel simultaneamente

### Campeonatos especiais de armas de ar
De 1979 a 1991, houve sete campeonatos especiais de armas de fogo, incluindo rifle de ar a 10 metros, pistola de ar a 10 metros e às vezes também Alvo móvel a 10 metros. Este tipo de campeonato foi descontinuado ao longo do tempo.
| Número | Ano  | Local            | Eventos masculinos | Eventos masculinos | Eventos masculinos | Eventos masculinos | Eventos femininos | Eventos femininos | Eventos femininos | Eventos femininos | Eventos juniores | Eventos juniores | Eventos juniores | Eventos juniores | Eventos por equipe | Eventos por equipe | Eventos por equipe | Eventos por equipe | Total | Vencedor da contagem de medalhas |
| Número | Ano  | Local            | Ri                 | Pi                 | RT                 | Σ                  | Ri                | Pi                | RT                | Σ                 | Ri               | Pi               | RT               | Σ                | Ri                 | Pi                 | RT                 | Σ                  | Total | Vencedor da contagem de medalhas |
| ------ | ---- | ---------------- | ------------------ | ------------------ | ------------------ | ------------------ | ----------------- | ----------------- | ----------------- | ----------------- | ---------------- | ---------------- | ---------------- | ---------------- | ------------------ | ------------------ | ------------------ | ------------------ | ----- | -------------------------------- |
| 1      | 1979 | Seoul            | 1                  | 1                  |                    | 2                  | 1                 | 1                 |                   | 2                 |                  |                  |                  |                  | 2                  | 2                  |                    | 4                  | 8     | Estados Unidos                   |
| 2      | 1981 | Santo Domingo    | 1                  | 1                  | 1                  | 3                  | 1                 | 1                 |                   | 2                 |                  |                  |                  |                  | 2                  | 2                  | 1                  | 5                  | 10    | União Soviética                  |
| 3      | 1983 | Innsbruck        | 1                  | 1                  |                    | 2                  | 1                 | 1                 |                   | 2                 |                  |                  |                  |                  | 2                  | 2                  |                    | 4                  | 8     | Suécia                           |
| 4      | 1985 | Cidade do México | 1                  | 1                  |                    | 2                  | 1                 | 1                 |                   | 2                 |                  |                  |                  |                  | 2                  | 2                  |                    | 4                  | 8     | União Soviética                  |
| 5      | 1987 | Budapest         | 1                  | 1                  | 1                  | 3                  | 1                 | 1                 |                   | 2                 |                  |                  |                  |                  | 2                  | 2                  | 1                  | 5                  | 10    | União Soviética                  |
| 6      | 1989 | Sarajevo         | 1                  | 1                  | 1                  | 3                  | 1                 | 1                 |                   | 2                 | 2                | 2                | 1                | 5                | 4                  | 4                  | 2                  | 10                 | 20    | União Soviética                  |
| 7      | 1991 | Stavanger        | 1                  | 1                  | 1                  | 3                  | 1                 | 1                 |                   | 2                 | 2                | 2                | 1                | 5                | 4                  | 4                  | 2                  | 10                 | 20    | União Soviética                  |

### Quadro de medalhas total
Atualizado até 13 de março de 2020.
| Ordem       | País                                  | Período de participação | Medalha de ouro | Medalha de prata | Medalha de bronze |      |
| 1           | União Soviética                       | 1954-1991               | 257             | 162              | 106               | 525  |
| 2           | Estados Unidos                        | 1912-2019               | 208             | 191              | 181               | 580  |
| 3           | Suíça                                 | 1897-2018               | 175             | 150              | 131               | 456  |
| 4           | Itália                                | 1897-2019               | 128             | 103              | 105               | 336  |
| 5           | China                                 | 1981-2019               | 117             | 111              | 71                | 299  |
| 6           | Rússia                                | 1994-2019               | 86              | 79               | 75                | 240  |
| 7           | Suécia                                | 1913-2019               | 84              | 113              | 119               | 316  |
| 8           | Finlândia                             | 1914-2018               | 75              | 93               | 94                | 262  |
| 9           | França                                | 1897-2018               | 64              | 94               | 106               | 264  |
| 10          | Alemanha                              | 1902-2018               | 51              | 49               | 43                | 143  |
| 11          | Noruega                               | 1897-2018               | 45              | 59               | 64                | 168  |
| 12          | Hungria                               | 1908-2018               | 36              | 42               | 54                | 132  |
| 13          | Alemanha Ocidental                    | 1958-1990               | 32              | 30               | 40                | 102  |
| 14          | Polónia                               | 1927-2018               | 26              | 26               | 19                | 71   |
| 15          | Reino Unido                           | 1899-2019               | 24              | 19               | 37                | 80   |
| 16          | Coreia do Sul                         | 1978-2018               | 23              | 22               | 36                | 81   |
| 17          | Bélgica                               | 1900-2015               | 23              | 17               | 30                | 70   |
| 18          | Estónia                               | 1931-2014               | 20              | 12               | 16                | 48   |
| 19          | Chéquia                               | 1994-2019               | 19              | 28               | 21                | 68   |
| 20          | Ucrânia                               | 1994-2018               | 18              | 25               | 41                | 84   |
| 21          | Dinamarca                             | 1899-2018               | 18              | 24               | 28                | 70   |
| 22          | Espanha                               | 1912-2019               | 18              | 20               | 24                | 62   |
| 23          | Austrália                             | 1970-2019               | 17              | 22               | 12                | 51   |
| 24          | Tchecoslováquia                       | 1929-1991               | 16              | 23               | 25                | 64   |
| 25          | Argentina                             | 1903-1978               | 16              | 7                | 10                | 33   |
| 26          | Alemanha Oriental                     | 1962-1990               | 14              | 22               | 31                | 67   |
| 27          | Bulgária                              | 1958-1998               | 13              | 12               | 11                | 36   |
| 28          | Canadá                                | 1923-2006               | 11              | 13               | 5                 | 29   |
| 29          | Eslováquia                            | 1998-2019               | 7               | 13               | 21                | 41   |
| 30          | Kuwait                                | 1989-2019               | 7               | 3                | 9                 | 19   |
| 31          | Áustria                               | 1901-2018               | 6               | 12               | 16                | 34   |
| 32          | Iugoslávia                            | 1949-2002               | 6               | 11               | 5                 | 22   |
| 33          | Bielorrússia                          | 1994-2018               | 5               | 8                | 14                | 27   |
| 34          | Índia                                 | 1962-2018               | 5               | 8                | 4                 | 17   |
| 35          | Países Baixos                         | 1897-1997               | 4               | 12               | 14                | 30   |
| 36          | Roménia                               | 1952-2007               | 4               | 12               | 11                | 27   |
| 37          | Chipre                                | 2001-2019               | 4               | 3                | 4                 | 11   |
| 38          | Cazaquistão                           | 1994-2010               | 4               | 1                | 6                 | 11   |
| 39          | Coreia do Norte                       | 1958-2018               | 3               | 6                | 9                 | 18   |
| 40          | México                                | 1952-1987               | 3               | 2                | 3                 | 8    |
| 41          | Sérvia                                | 2010-2018               | 2               | 7                | 4                 | 13   |
| 42          | Japão                                 | 1962-2013               | 2               | 6                | 3                 | 11   |
| 43          | Azerbaijão                            | 1995-2002               | 2               | 3                |                   | 5    |
| 44          | Brasil                                | 1949-2018               | 2               | 2                | 4                 | 8    |
| 45          | Eslovênia                             | 1998-2018               | 2               | 2                | 3                 | 7    |
| 46          | África do Sul                         | 1962-2014               | 2               | 2                | 2                 | 6    |
| 46          | Turquia                               | 1993-2014               | 2               | 2                | 2                 | 6    |
| 46          | Venezuela                             | 1958-1966               | 2               | 2                | 2                 | 6    |
| 49          | Colômbia                              | 1954-1990               | 2               | 1                | 4                 | 7    |
| 50          | Chile                                 | 1965-1966               | 2               | 1                |                   | 3    |
| 51          | Portugal                              | 1977-2014               | 1               | 8                | 3                 | 12   |
| 52          | Grécia                                | 1947-2018               | 1               | 2                | 1                 | 4    |
| 53          | Taipé Chinesa                         | 2001-2014               | 1               | 1                | 3                 | 5    |
| 54          | Mongólia                              | 1998-2014               | 1               | 1                | 2                 | 4    |
| 55          | Irlanda                               | 2002-2007               | 1               | 1                | 1                 | 3    |
| 55          | Emirados Árabes Unidos                | 2005-2011               | 1               | 1                | 1                 | 3    |
| 57          | Participantes Olímpicos Independentes | 1994                    | 1               | 1                |                   | 2    |
| 57          | Israel                                | 1994-2002               | 1               | 1                |                   | 2    |
| 57          | Letônia                               | 1937-1939               | 1               | 1                |                   | 2    |
| 60          | República Árabe Unida                 | 1959-1969               | 1               |                  | 3                 | 4    |
| 61          | Armênia                               | 1994                    | 1               |                  |                   | 1    |
| 62          | Croácia                               | 2005-2018               |                 | 4                | 5                 | 9    |
| 63          | Lituânia                              | 1937-2002               |                 | 4                | 1                 | 5    |
| 64          | Cuba                                  | 1954-1999               |                 | 3                | 5                 | 8    |
| 65          | Egito                                 | 1947-2014               |                 | 2                | 3                 | 5    |
| 66          | Geórgia                               | 1993-2002               |                 | 2                | 1                 | 3    |
| 66          | Tailândia                             | 2006-2009               |                 | 2                | 1                 | 3    |
| 68          | Líbano                                | 1959                    |                 | 1                |                   | 1    |
| 68          | Sérvia e Montenegro                   | 2006                    |                 | 1                |                   | 1    |
| 70          | San Marino                            | 1995-2015               |                 |                  | 6                 | 6    |
| 71          | Albânia                               | 1986                    |                 |                  | 1                 | 1    |
| 71          | Guatemala                             | 1978                    |                 |                  | 1                 | 1    |
| 71          | Peru                                  | 1997                    |                 |                  | 1                 | 1    |
| 71          | Porto Rico                            | 1981                    |                 |                  | 1                 | 1    |
| 71          | Uruguai                               | 1949                    |                 |                  | 1                 | 1    |
| Total geral | Total geral                           | Total geral             | 1723            | 1723             | 1716              | 5162 |